# Claudio Dentes
Claudio Dentes, noto anche con lo pseudonimo di Otar Bolivecic (Londra, 5 giugno 1955), è un chitarrista, arrangiatore e produttore discografico italiano.

## Biografia
Ha esordito con Ninni Carucci, Gianfranco Manfredi e Ricky Gianco verso la metà degli anni settanta. Nel 1978 ha pubblicato su etichetta Mirto il suo primo album Pantarei, un disco soprattutto strumentale al quale hanno collaborato musicisti quali Amedeo Bianchi, Beppe Sciuto, Donatello, Giorgio Cocilovo e Franco Cristaldi. 
Nel 1986 produce il sesto album dei Krisma, Iceberg, primo lavoro dopo il loro rientro in Italia dagli Stati Uniti e dal Regno Unito. Con lo pseudonimo di Otar Bolivecic ha poi prodotto i primi sei album di Elio e le Storie Tese, l'album Paté d'animo di Claudio Bisio e È tornato Garibaldi degli Statuto. Nel 1993 Dentes ha prodotto assieme a Massimo Riva il primo album solista di Graziano Romani. 
Attorno al 2000 ha formato il gruppo dei Mercenaries, la stessa band che ha accompagnato Alberto Fortis nelle registrazioni di alcuni album e in concerto. Ha poi proseguito la sua attività come turnista.  Nel 2002 ha creato l'etichetta Sk-eye Music for Dreamers in società con la francese Naïve Records e ha distribuito in Italia gli album di Carla Bruni

## Discografia parziale

### Album
- 1978 - Pantarei (con Rossana Casale)

### Singoli
- 1979 - Rock 'O Cockey/Camden Town

### Produttore
- 1986 - Krisma Iceberg
- 1989 - Elio e le Storie Tese - Elio Samaga Hukapan Kariyana Turu
- 1991 - Claudio Bisio Paté d'animo
- 1991 - Pitura Freska 'Na bruta banda
- 1992 - Elio e le Storie Tese Italyan, Rum Casusu Çikti
- 1993 - Elio e le Storie Tese Esco dal mio corpo e ho molta paura (Gli inediti 1979-1986)
- 1993 - Graziano Romani Graziano Romani
- 1993 - Statuto È tornato Garibaldi
- 1996 - Elio e le Storie Tese Eat the Phikis
- 1997 - Tre Allegri Ragazzi Morti Piccolo intervento a vivo
- 1998 - Elio e le Storie Tese Peerla
- 1999 - Elio e le Storie Tese Craccracriccrecr
- 2002 - Luca Carboni Autoritratto
- 2007 - Fabio Concato Oltre il giardino
- 2014 - Elio e le Storie Tese Dei megli dei nostri megli
- 2016 - Elio e le Storie Tese Figgatta de Blanc
- 2018 - Elio e le Storie Tese Arrivedorci